# Gunhild Larsenová
Gunhild Larsenová (nepřechýleně Gunhild Larsen; * 7. října 1873 v Grimstad – rok úmrtí neznámý) byla norská fotografka.

## Životopis
Gunhild Larsenová žila v Grimstadu v období let 1902 až 1916. Studovala fotografické řemeslo u Elisabeth Helmerové. V roce 1902 se stala její společnicí a v roce 1912 převzala firmu jako jediná majitelka. Vedla společnost až do roku 1916.

## Sbírka fotografií
Fotografie Larsenové jsou dnes (2024) v muzeu a archivu Aust-Agder v Arendalu. Larsenová fotila především portréty, ale také snímky krajiny. Mimo jiné pořídila mnoho fotografií v souvislosti se 100. výročím města Grimstad v roce 1916.  Její fotografie jsou součástí sbírky Fløistad, která zahrnuje díla několika fotografů města Grimstad. 